# Charles Spaak

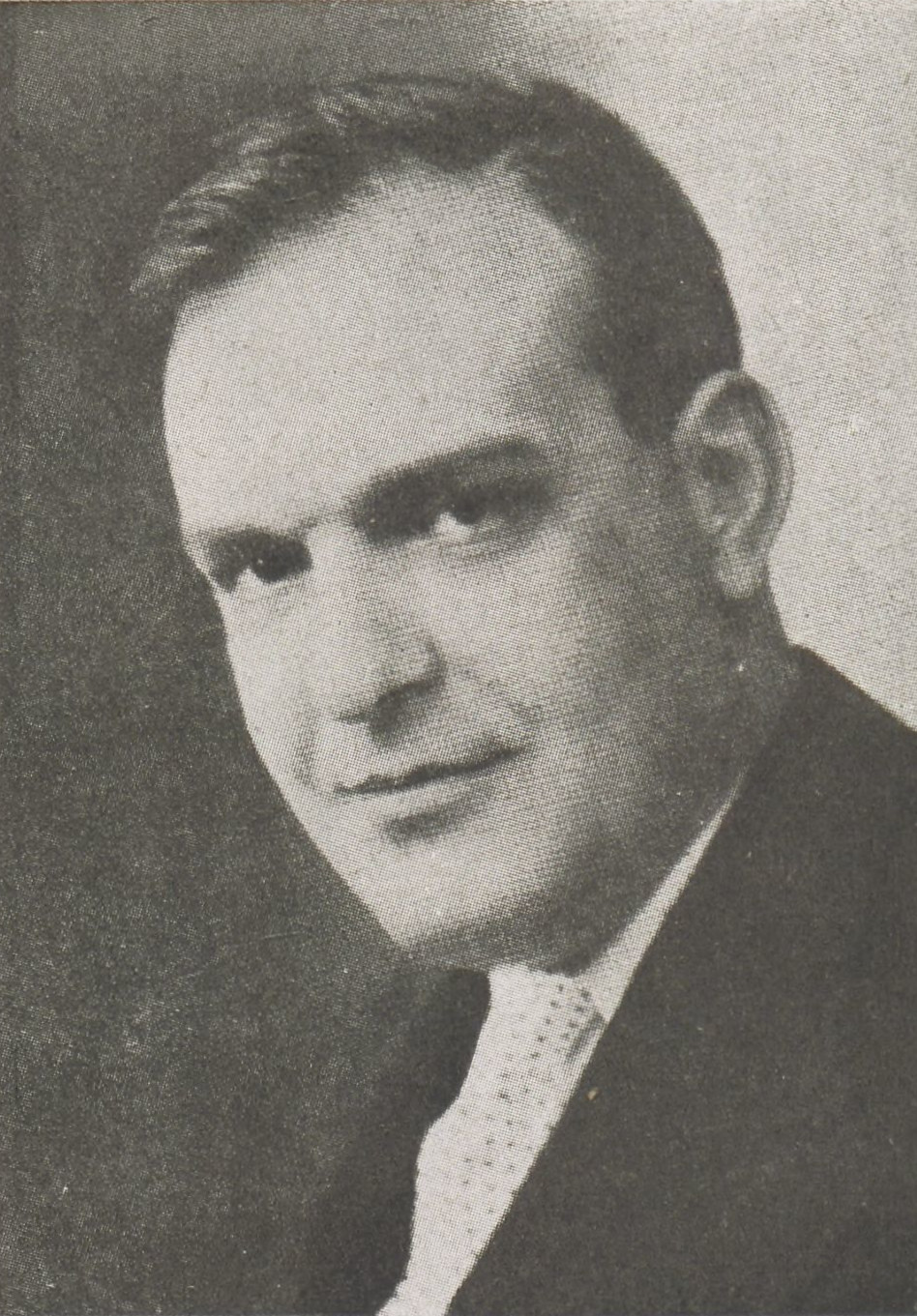
Charles Spaak

Charles Spaak (Brussel, 25 mei 1903 – Nice, 4 maart 1975) was een Belgisch scenarioschrijver die in Frankrijk actief was. 
Hij was samen met Jacques Prévert en Henri Jeanson een van de belangrijkste scenarioschrijvers van het poëtisch realisme in de Franse film in de jaren dertig. In het totaal werkte hij mee aan een negentigtal films waaronder verscheidene meesterwerken.

## Leven en werk

### Jaren dertig
In 1928 trok hij naar Frankrijk en werkte er eerst samen met zijn landgenoot, de filmregisseur Jacques Feyder, aan diens laatste stomme film, de korte film Les Nouveaux Messieurs (1929). Vanaf de jaren dertig schoot zijn carrière echt uit de startblokken met het schrijven van de scenario's en de dialogen van een hele reeks klassiek geworden films. Jean Grémillon, Georges Lacombe en Jean Renoir deden meermaals een beroep op zijn schrijftalent. Vooral met Jacques Feyder en Julien Duvivier vormde hij een echte tandem. Met Feyder schreef hij het scenario voor onder meer de drama's Le Grand Jeu (1934) en Pension Mimosas (1934), en de satire La Kermesse héroïque (1935). Met Duvivier werkte hij samen aan onder meer de drama's  La Bandera (1935), La Belle Equipe (1936) en La Fin du jour (1939). De bekendste film waaraan hij heeft meegewerkt is het Eerste Wereldoorlogdrama La Grande Illusion (1937) van Jean Renoir.

### Jaren veertig
Vanaf de jaren veertig stelde hij zich ook in dienst van opkomende cineasten zoals Christian-Jaque, Georges Lampin en André Cayatte. Hij werkte ook regelmatig samen met zijn landgenoot, de scenarist en filmregisseur Albert Valentin. Ze kenden elkaar uit de tijd dat ze samen sleutelden aan scenario's voor films van Grémillon. Spaak werkte de scenario's uit voor de eerste films die Valentin alleen regisseerde, waaronder de bittere tragikomedie La Vie de plaisir (1943). In 1943 was Spaak lid van Die Rote Kapelle, een verzetsbeweging tegen de nazi's. In 1948 regisseerde hij Le Mystère Barton, zijn enige film. De film behaalde weinig succes.

### Jaren vijftig
In het pakkende gerechtsdrama Justice est faite (1950) toonde Spaak samen met coscenarist Cayatte overtuigend aan dat het rechtssysteem helemaal niet onfeilbaar was. De film werd zowel met de Gouden Leeuw (1950) als de Gouden Beer (1951) onderscheiden. In 1952 schreef hij het scenario voor de enige fictiefilm van zijn landgenoot Henri Storck, het komisch-avontuurlijke Le Banquet des fraudeurs. In 1954 leende hij zijn talent aan het drama Le Grand jeu, Robert Siodmaks remake van Feyders meesterwerk van het poëtisch realisme Le Grand Jeu (1934). Met regisseur Duvivier, met wie hij vroeger zeven keer een vaste tandem had gevormd, werkte hij een laatste keer samen voor de thriller La Chambre ardente (1962). Met de opkomst van de Nouvelle Vague op het einde van de jaren vijftig werd Spaak minder en minder gevraagd en bloedde zijn carrière langzamerhand dood.
Charles Spaak overleed in 1975 op 71-jarige leeftijd in Nice.

## Familie
Spaak groeide op in Brussel als zoon van Paul Spaak, die advocaat, dichter en toneelschrijver was, en Marie Janson, de eerste vrouwelijke senator. De politicus Paul-Henri Spaak was zijn broer. De politica Antoinette Spaak was zijn nicht. Hij was de vader van de Franse actrices Agnès Spaak en Catherine Spaak, die voornamelijk in Italië actief is.

## Filmografie

### Scenarist of (en/of) dialoogschrijver (selectie)
- 1929: Les Nouveaux Messieurs (Jacques Feyder) (korte film)
- 1930: La Petite Lise (Jean Grémillon)
- 1931: Daïnah la métisse (Jean Grémillon)
- 1931: Un Coup de Téléphone (Georges Lacombe)
- 1932: Pan ! Pan ! (Georges Lacombe) (korte film)
- 1932: Affaire classée (Charles Vanel) (korte film)
- 1932: Ce cochon de Morin (Georges Lacombe)
- 1932: Le Martyre de l'obèse (Pierre Chenal)
- 1934: Le Grand Jeu (Jacques Feyder)
- 1935: Pension Mimosas (Jacques Feyder)
- 1935: La Kermesse héroïque (Jacques Feyder)
- 1935: Les Beaux Jours (Marc Allégret)
- 1935: Die Klugen Frauen (Jacques Feyder)
- 1935: Veille d'armes (Marcel L'Herbier)
- 1935: La Bandera (Julien Duvivier)
- 1935: Les Époux scandaleux (Georges Lacombe)
- 1935: Sous la griffe (Christian-Jaque)
- 1936: Les Bas-fonds (Jean Renoir)
- 1936: La Belle Équipe (Julien Duvivier)
- 1936: L'Homme du jour (Julien Duvivier)
- 1936: La Porte du large (Marcel L'Herbier)
- 1937: La Grande Illusion (Jean Renoir)
- 1937: Gueule d'amour (Jean Grémillon)
- 1937: L'Étrange Monsieur Victor (Jean Grémillon)
- 1937: Mollenard (Robert Siodmak)
- 1938: La Fin du jour (Julien Duvivier)
- 1939: Le Dernier Tournant (Pierre Chenal)
- 1939: La Piste du nord (Jacques Feyder)
- 1940: L'Entraîneuse (Albert Valentin)
- 1940: Untel père et fils (Julien Duvivier)
- 1941: Premier Bal (Christian-Jaque)
- 1941: L'Assassinat du père Noël (Christian-Jaque)
- 1941: La Maison des sept jeunes filles (Albert Valentin)
- 1941: Remorques (Jean Grémillon)
- 1941: Péchés de jeunesse (Maurice Tourneur)
- 1943: À la belle frégate (Albert Valentin)
- 1943: L'Escalier sans fin (Georges Lacombe)
- 1943: Le ciel est à vous (Jean Grémillon)
- 1943: La Vie de plaisir (Albert Valentin)
- 1945: L'Affaire du collier de la reine (Marcel L'Herbier)
- 1945: La Part de l'ombre (Jean Delannoy)
- 1945: L'Idiot (Georges Lampin)
- 1946: Panique (Julien Duvivier)
- 1946: La Revanche de Roger la Honte (André Cayatte)
- 1947: Eternel conflit (Georges Lampin)
- 1948: D'homme à hommes (Christian-Jaque)
- 1948: Retour à la vie (sketchenfilm : de episodes Le retour d'Antoine, Le retour de René en Le retour de tante Emma) (Georges Lampin, Jean Dréville en André Cayatte)
- 1950: Black Jack (Julien Duvivier)
- 1950: Justice est faite (André Cayatte)
- 1951: La nuit est mon royaume (Georges Lacombe)
- 1952: Adorables Créatures (Christian-Jaque)
- 1952: Le Banquet des fraudeurs (Henri Storck)
- 1952: Nous sommes tous des assassins (André Cayatte)
- 1953: Avant le déluge (André Cayatte)
- 1953: Le Grand jeu (Robert Siodmak)
- 1953: Jeunes Mariés (Gilles Grangier)
- 1953: Thérèse Raquin (Marcel Carné)
- 1954: La spiaggia (La Pensionnaire) (Alberto Lattuada)
- 1955: Le Dossier noir (André Cayatte)
- 1955: Scuola elementare (Alberto Lattuada)
- 1955: Rencontre à Paris (Georges Lampin)
- 1956: Crime et Châtiment (Georges Lampin)
- 1956: Paris, Palace Hôtel (Henri Verneuil)
- 1957: Charmants Garçons (Henri Decoin)
- 1957: Quand la femme s'en mêle (Yves Allégret)
- 1959: Katia (Robert Siodmak)
- 1960: La Française et l'amour (sketchenfilm, episode Le Divorce van Christian-Jaque)
- 1962: Cartouche (Philippe de Broca)
- 1962: La Chambre ardente (Julien Duvivier)
- 1962: Germinal (Yves Allégret)
- 1963: Mathias Sandorf (Georges Lampin)
- 1973: La Main à couper (Étienne Périer)

### Regisseur
- 1948: Le Mystère Barton